# Güterfelde

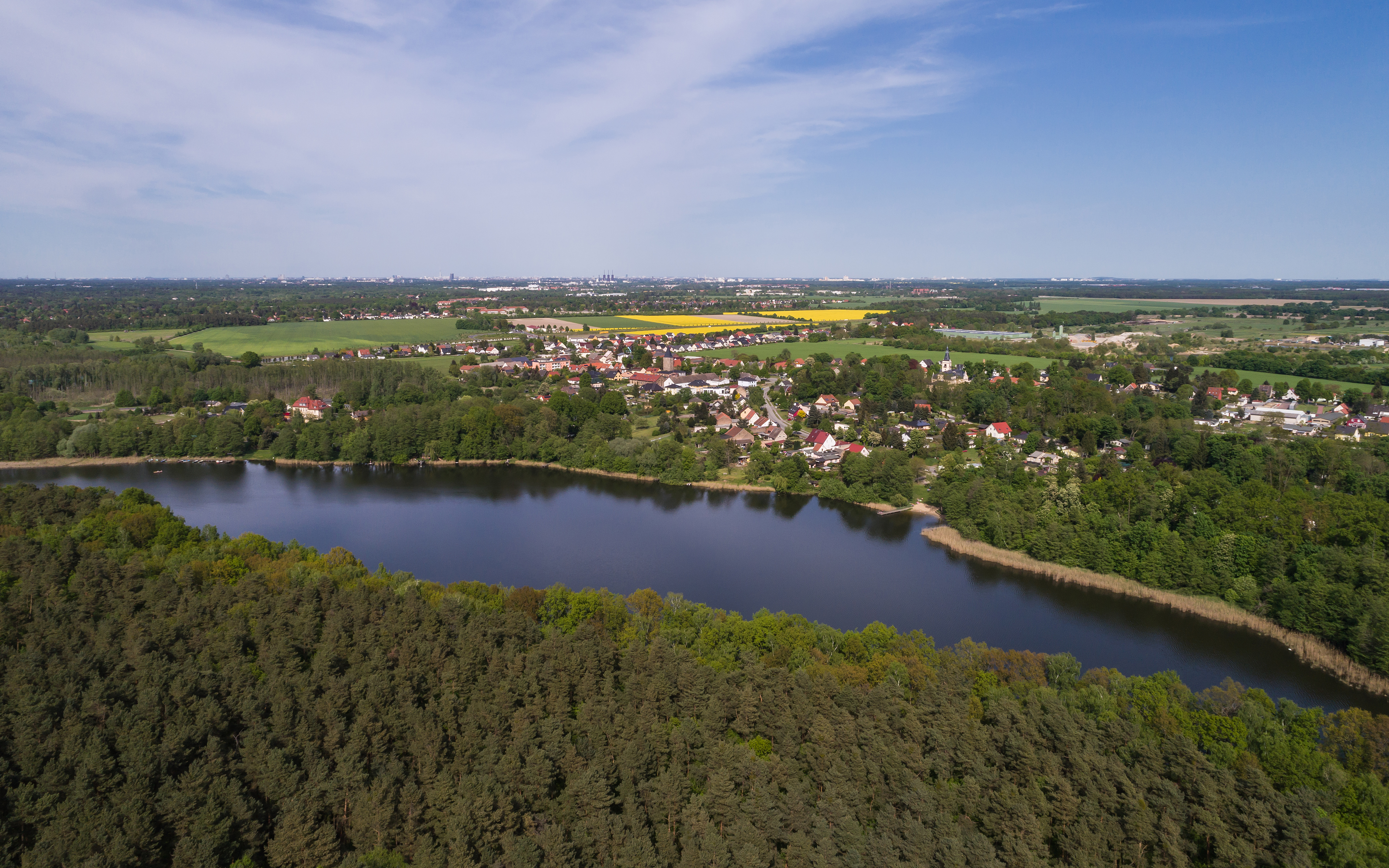
Güterfelder See, im Hintergrund Güterfelde

Güterfelde (bis 1937: Gütergotz) ist ein Straßenangerdorf und seit dem 31. Dezember 2001 ein Ortsteil der Gemeinde Stahnsdorf im Landkreis Potsdam-Mittelmark.

## Lage
Der Ort liegt auf dem Teltow östlich der Parforceheide und südlich des Gemeindezentrums Stahnsdorf.
Güterfelde befindet sich an einer alten, von Leipzig kommenden Handelsstraße, die über den Anger durch den kleinen Ort weiter über Stahnsdorf nach Berlin-Spandau führte.

## Geschichte und Etymologie

### 13.–15. Jahrhundert

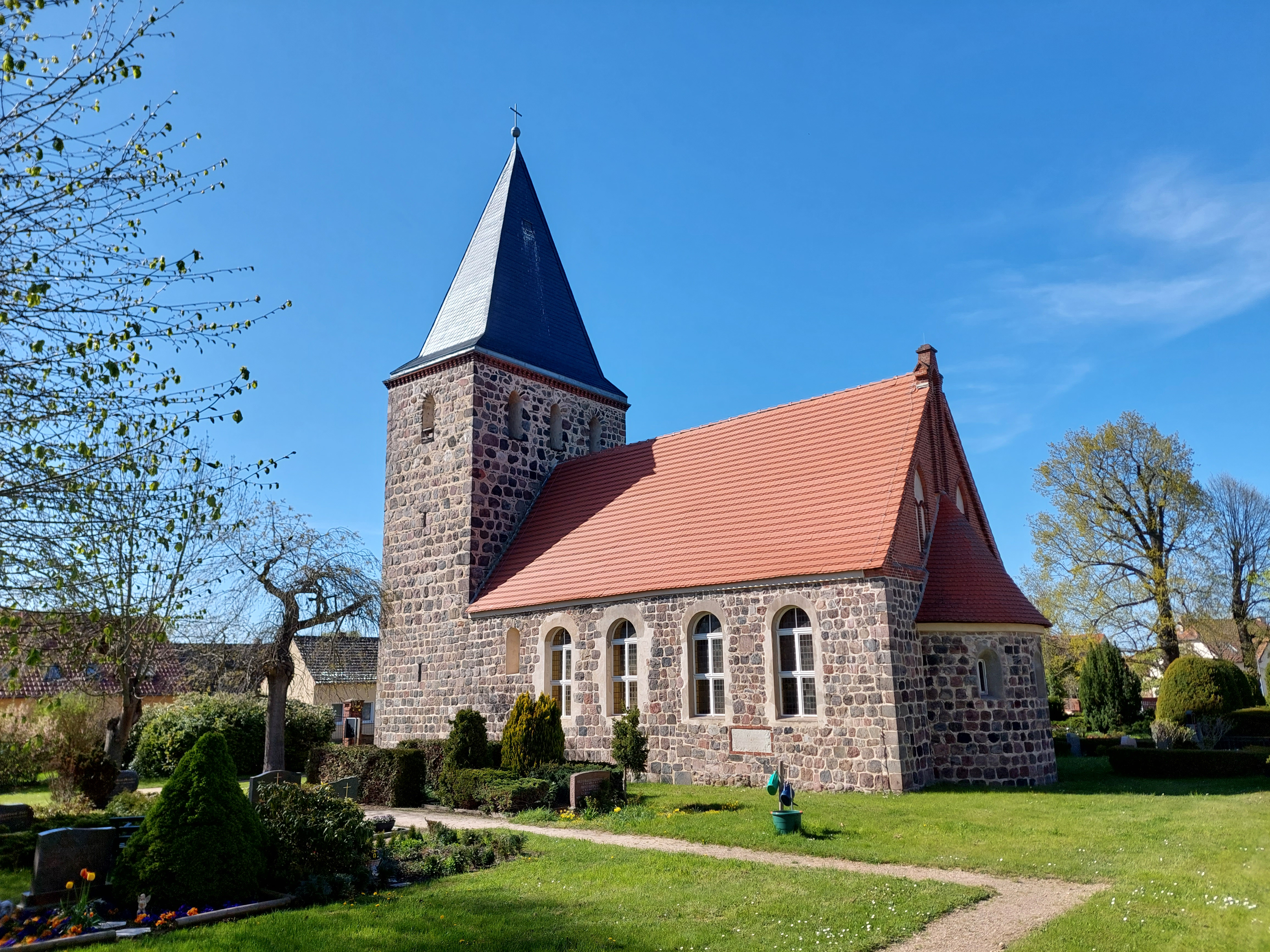
Dorfkirche

Die erste urkundliche Erwähnung erfolgte 1263 als Jutergotz. Der Name ist von einer polabischen Grundform Jutrogošč (Ort eines Jutrogost) abzuleiten. Der erste Teil des Vornamens Jutro- ist auch in anderen slawischen Präfixen wie Jutrowoj, Jutropecz enthalten, zu urslawisch utro, j-utro: Morgen, Morgendämmerung. Auch der zweite Teil -gost (zu urslawisch gost:Gast) ist in Ortsnamen weit verbreitet. Er wird meist als -gast eingedeutscht, in besonderen Fällen auch als -gotz (beispielsweise Dabergotz, Lkr. Ostprignitz-Ruppin). Der Name wurde volksetymologisch auch als Morgengötze missdeutet. Im Jahr 1263 erwarb das Kloster Lehnin das Ober- und Untergericht, Pacht, Zins und Krugzins. Der Markgraf behielt sich dabei die Spanndienste der Bauern und die Bede sowie einige andere Abgaben (Wiesenzins und Weidekorn) vor. Daneben existierte ein dritter Besitzteil. Aus dem Landbuch Karls IV. ist bekannt, dass der Ort Jutergotz, Gutergotz bzw. Jutergoz 43 Hufen groß war, davon zwei abgabenbefreite Pfarrhufen. Der Schulze hielt vier Hufen. Es gab weiterhin einen Krug sowie sechs Kötterhöfe. 1411 wurde Gütergotz von magdeburgischen Raubrittern geplündert. Von diesem Raubzug scheint es sich längere Zeit nicht erholt zu haben. Zwar war die Gemarkung im Jahr 1450 mittlerweile auf 52 Hufen angewachsen, zwei Hufen waren jedoch wüst gefallen. Ein Jahr später waren es in Jutergaitz sogar schon sechs Hufen.

### 16. Jahrhundert
Die Herren von Schlabrendorf hatten 1509 auf Schloss Beuthen die Abgaben einiger Personen in Gütergotz erworben, die sie vor 1543 an die Herrschaft von Spiel in Dahlem verkauften. Die markgräflichen Rechte kamen zunächst an das Amt Saarmund, später an die Ämter Potsdam und Mühlenhof, um 1700 alle zum Amt Potsdam. Sie wurden Anfang des 19. Jahrhunderts abgelöst. Der Besitzanteil des Klosters Lehnin wurde nach der Säkularisation des Klosters 1542 an die Familie von Klitzing verliehen, 1565 an einen Bürger Döring mit Ober- und Untergericht, Straßenrecht, Kirchenpatronat und Verleihung des Schulzengutes. Dieser hatte 1589 das Auskaufsrecht für einen Bauern- und einen Kossätenhof, um die Höfe in einen Rittersitz umzuwandeln.

### 17. Jahrhundert
Im Jahr 1615 kam es zu einem weiteren Übergriff im Ort. Dabei wurden zwei „Untertanen“ des Bürgers Döring, die das Leineweberhandwerk betrieben, von Teltower Leinewebern überfallen und beraubt. Weiters Unheil kam mit dem Dreißigjährigen Krieg nach Gütergotz. 1624 gab es zehn Hufnerhöfe, fünf Kötterhofe, einen Hirten, zwei Paar Hausleute, allerdings noch keine eigene Schmiede. Dafür kam bei Bedarf ein Laufschmied in den 50 Hufen großen Ort. Nach dem Krieg lebten 1652 nur noch der Viceschulze, drei Bauern und drei Kötter in Güterfelde. Der freie Rittersitz muss im Krieg beschädigt worden sein, denn es gab einen „kurfürstlichen Konsens“ aus dem Jahr 1695, der einen Wiederaufbau erlaubte. Dieser wurde von Benjamin Ursinus von Bär vorgenommen, dem das Gut von 1694 bis 1715 gehörte.

### 18. Jahrhundert
Um 1700 umfasste der Rittersitz sechs freie Hufen. Es gab weiterhin ein Lehnschulzengut mit vier freien Hufen, acht Bauern mit 38 schlechten Hufen, drei Kötterhöfe sowie einen unbesetzten Kötterhof. Von 1701 bis 1721 haben die Ursin von Baer das Döringsche Gut übernommen. Anschließend kam der Besitz zum Amt Potsdam. 1745 gab es neun Bauern, drei Kötter und einen Krug. Diese Situation ändert sich im Laufe der nächsten Jahrzehnte nur wenig: 1770 waren es acht Bauern, drei Kötter und zehn Büdner. Sie leisteten 1771 für 44 Hufen je acht Groschen Abgaben.

### 19. Jahrhundert

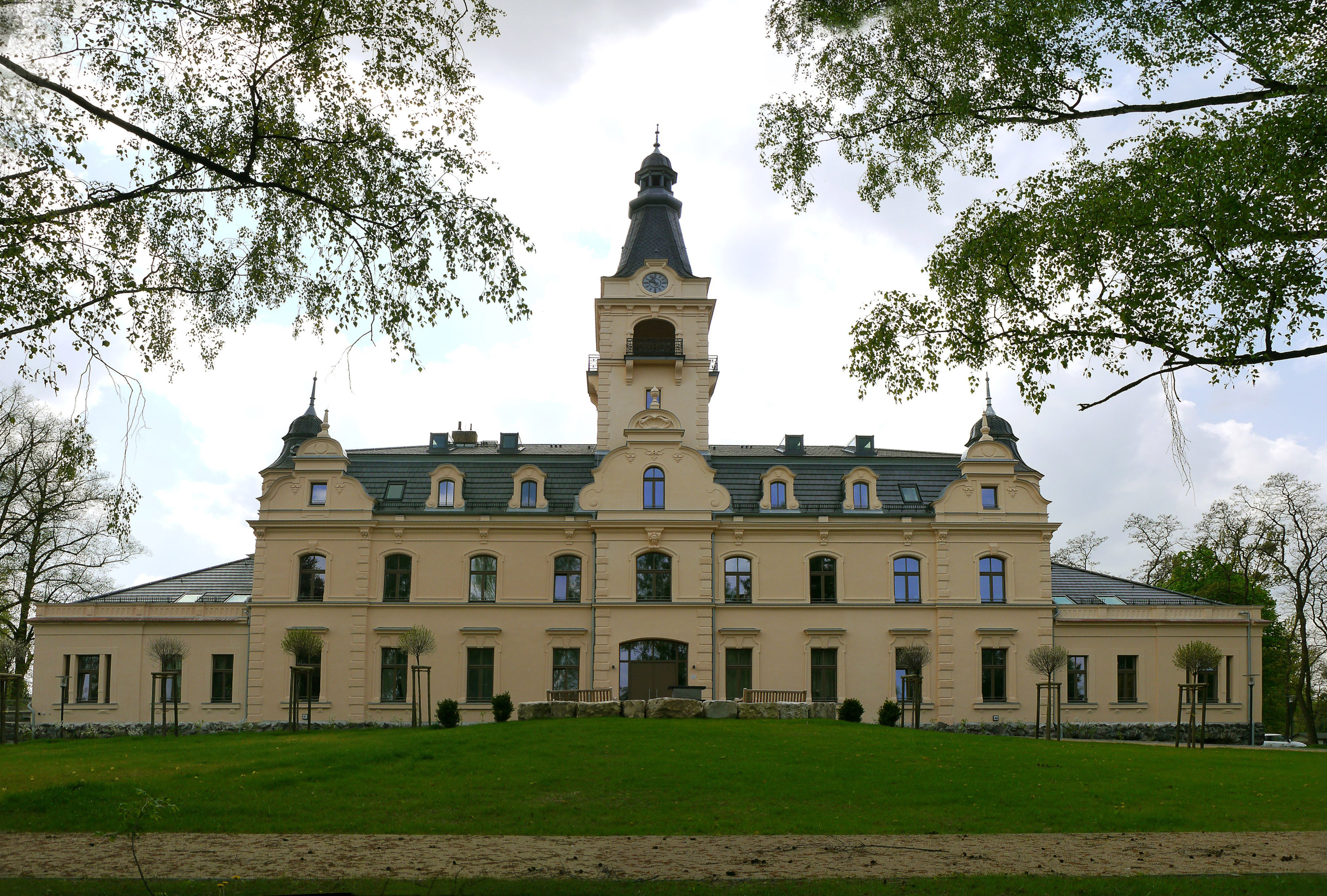
Schloss Güterfelde

1801 war Gütergotz auf sieben Bauernhöfe, zwei Halbbauern, zwei Ganzkötter und 14 Büdner angewachsen. Hinzu kamen elf Einlieger. Es gab mittlerweile eine feste Schmiede, einen Braukrug sowie eine Windmühle. Die Statistik zählte 38 Feuerstellen. Das 1804 von David Gilly erbaute Schloss ließ Albrecht von Roon, der das Gut von 1868 bis 1873 besaß, barockisierend umbauen. 1840 gab es in Dorf und Gut insgesamt 45 Wohnhäuser. 1858 waren es zwölf Hofeigentümer mit 31 Knechten und Mägden. Es gab 23 nebengewerbliche Landwirte mit drei Knechten und Mägden sowie 26 Arbeiter und zwei Bediente. Gütergotz zählte weiterhin 35 Besitzungen. Zwei waren zusammen 636 Morgen groß, zehn weitere zusammen 1778 Morgen, 20 zusammen 136 Morgen sowie drei weitere, die lediglich zusammen sechs Morgen Fläche beanspruchten. In Gütergotz hatten sich mittlerweile zahlreiche Gewerke angesiedelt. Es gab einen Schuhmachermeister, einen Schneidermeister, zwei Zimmergesellen, einen Stellmachermeister, einen Böttchermeister, einen Grobschmiedemeister mit einem Gesellen und einem Lehrling, einen Krug, einen Beamten und einen Armen im Dorf. Im Rittergut lebte der Gutseigentümer mit elf Knechten und Mägden sowie 22 Tagelöhnern. Es gab ein Gesinde und acht Bediente. Die Besitzung war 2200 Morgen groß und bot Arbeit für einen eigenen Schneidermeister. 1860 gab es im Dorf zwei öffentliche Gebäude sowie 42 Wohn- und 62 Wirtschaftsgebäude, darunter eine Getreidemühle. Das Rittergut bestand aus sechs Wohn- und sieben Wirtschaftsgebäuden, darunter eine Brennerei. 1893 erwarb die Stadt Berlin das einstige Rittergut und nutzte es als Kinder-Tuberkulose-Heilstätte. Die Flächen wurden für die Verrieselung genutzt.

### 20. und 21. Jahrhundert
Im Jahr 1900 gab es im Dorf 63 und im Rittergut 6 Häuser. Gütergotz wuchs weiter und durch weitere Bautätigkeit bestanden 1931 bereits 89 Häuser. Der Ortsteil Kienwerder entstand in den 1920er und 1930er Jahren als Wohnsiedlung westlich des alten Dorfes. Am 20. Oktober 1937 wurde Gütergotz im Rahmen der nationalsozialistischen Germanisierung slawischstämmiger Ortsnamen in „Güterfelde“ umbenannt. Im Gegensatz zu anderen Orten erhielt es seinen ursprünglichen Namen bis heute nicht zurück, obwohl der Bürgermeister bereits in einem Schreiben im Juni 1945 wieder den Namen Gütergotz und das alte Gemeindesiegel verwendete.
Nach dem Zweiten Weltkrieg wurden 380 Hektar aus dem ehemaligen Rittergut enteignet. 272 Hektar wurden aufgeteilt. 31 Hektar wurden an 152 Bauern aufgeteilt, zwei weitere Bauern erhielten zusammen drei Hektar, ein Betrieb sechs Hektar. Sieben Betriebe erhielten 89 Hektar, ein Betrieb 15. Weitere 13 Altbauern erhielten zusammen 127 Hektar zusätzliches Land. Damit einher ging eine erhebliche Zerstückelung der landwirtschaftlichen Flächen. Sie führte 1953 zur Gründung einer LPG vom Typ I, später Typ III mit zunächst zwölf Mitgliedern und 64 Hektar landwirtschaftlicher Nutzfläche. 1960 waren es bereits 50 Mitglieder, die gemeinsam 330 Hektar bewirtschafteten. Im gleichen Jahr gründete sich eine weitere LPG Typ I mit zwölf Mitgliedern und 103 Hektar Fläche, die sich 1968 an die LPG Typ III anschlossen.
Von 1952 bis zum Sommer 2010 war das Schloss Altenpflegeheim und wurde in den 2010er Jahren zu Wohnzwecken umgebaut. 1973 bestand im Ort ein Mörtelwerk des VEB Bau Potsdam-Land. Das VEG Fleisch- und Frischeierproduktion Falkensee besaß in Güterfelde eine Abteilung mit einer Junghennenaufzuchtanlage. Die beiden LPGn bestanden weiter; hinzu kam eine Kooperative Pflanzenproduktion.

### Einwohnerentwicklung
Die folgende Übersicht zeigt die Einwohnerentwicklung:
| Jahr | Einwohner |
| ---- | --------- |
| 1875 | 0.419     |
| 1890 | 0.451     |
| 1910 | 0.697     |
| 1925 | 0.975     |
| 1933 | 1.134     |

| Jahr | Einwohner |
| ---- | --------- |
| 1939 | 2.003     |
| 1946 | 1.408     |
| 1950 | 1.455     |
| 1964 | 1.456     |
| 1971 | 1.464     |

| Jahr | Einwohner |
| ---- | --------- |
| 1981 | 1.432     |
| 1985 | 1.395     |
| 1989 | 1.378     |
| 1990 | 1.366     |
| 1991 | 1.337     |

Quelle: Beitrag zur Statistik, Landesbetrieb für Datenverarbeitung und Statistik Land Brandenburg
| Jahr      | 1734 | 1772 | 1801 | 1817 | 1840 | 1858 | 1895 | 1925 | 1939 | 1946 | 1964 | 1971 | 2006  | 2011  |
| --------- | ---- | ---- | ---- | ---- | ---- | ---- | ---- | ---- | ---- | ---- | ---- | ---- | ----- | ----- |
| Einwohner | 93   | 105  | 111  | 109  | 195  | 318  | 387  | 445  | 444  | 454  | 423  | 430  | 1.784 | 1.934 |

## Wappen
| Wappen von Güterfelde | Blasonierung: „Im durch eine eingebogene rote Spitze, darin unter einem goldenen Kiefernzapfen ein auf einem goldenen Wellenschildfuß schwimmender golden-bewehrter silberner Schwan, silbern-golden gespaltenen Schild, vorn und hinten drei rote Balken.“ |
| Wappen von Güterfelde | Wappenbegründung: Die in Rot – Silber bzw. Rot – Gold versetzten Felder symbolisieren redend den Ortsnamen von Güterfelde und dessen Struktur eines Straßenangerdorfs. Die Hauptfarbe Rot steht für Morgenröte, was gleichbedeutend mit dem historischen Namen Gütergotz ist. Der schwimmende Schwan über dem goldenen Wellenschildfuß repräsentiert den See von Güterfelde. Der Pinienzapfen gibt redend den Namen des Ortsteils Kienwerder wieder. Das Wappen wurde vom Heraldiker Ismet Salahor aus Frankfurt/Main gestaltet und am 5. November 2021 unter der Registratur 88 BR in die Deutsche Ortswappenrolle des HEROLD eingetragen und dokumentiert. Gestiftet wurde es vom Ortsvorstand des Ortsteiles Güterfelde, um es als Symbol der örtlich-lokalen Identität außerhalb von Amtshandlungen zu führen. |

## Verkehr
Güterfelde liegt am Fontaneweg und ist für den motorisierten Verkehr über Landstraßen mit Potsdam, Stahnsdorf, Großbeeren, Schenkenhorst und Philippsthal verbunden.

## Bauwerke und Grünanlagen

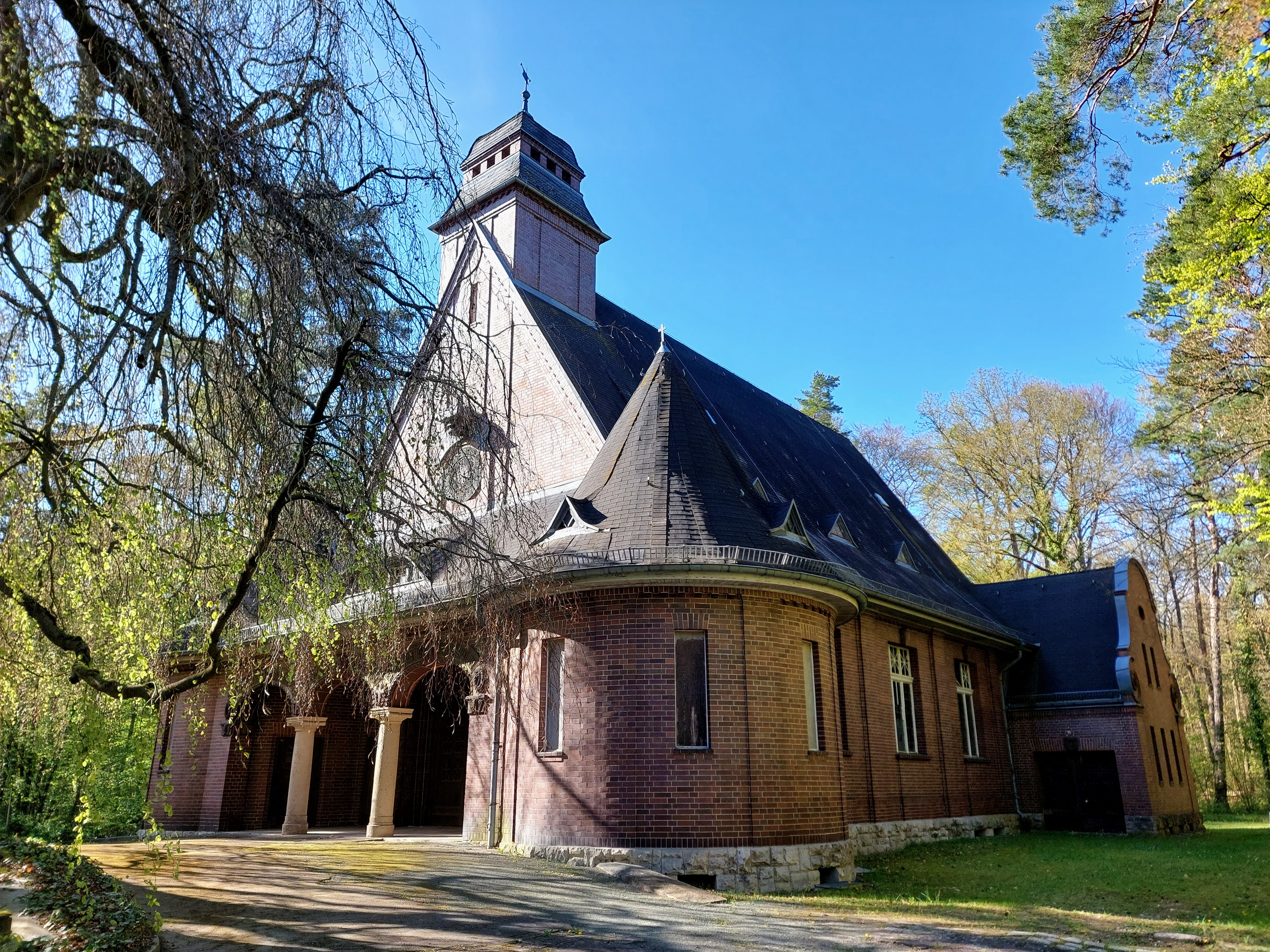
Kapelle des Waldfriedhofs

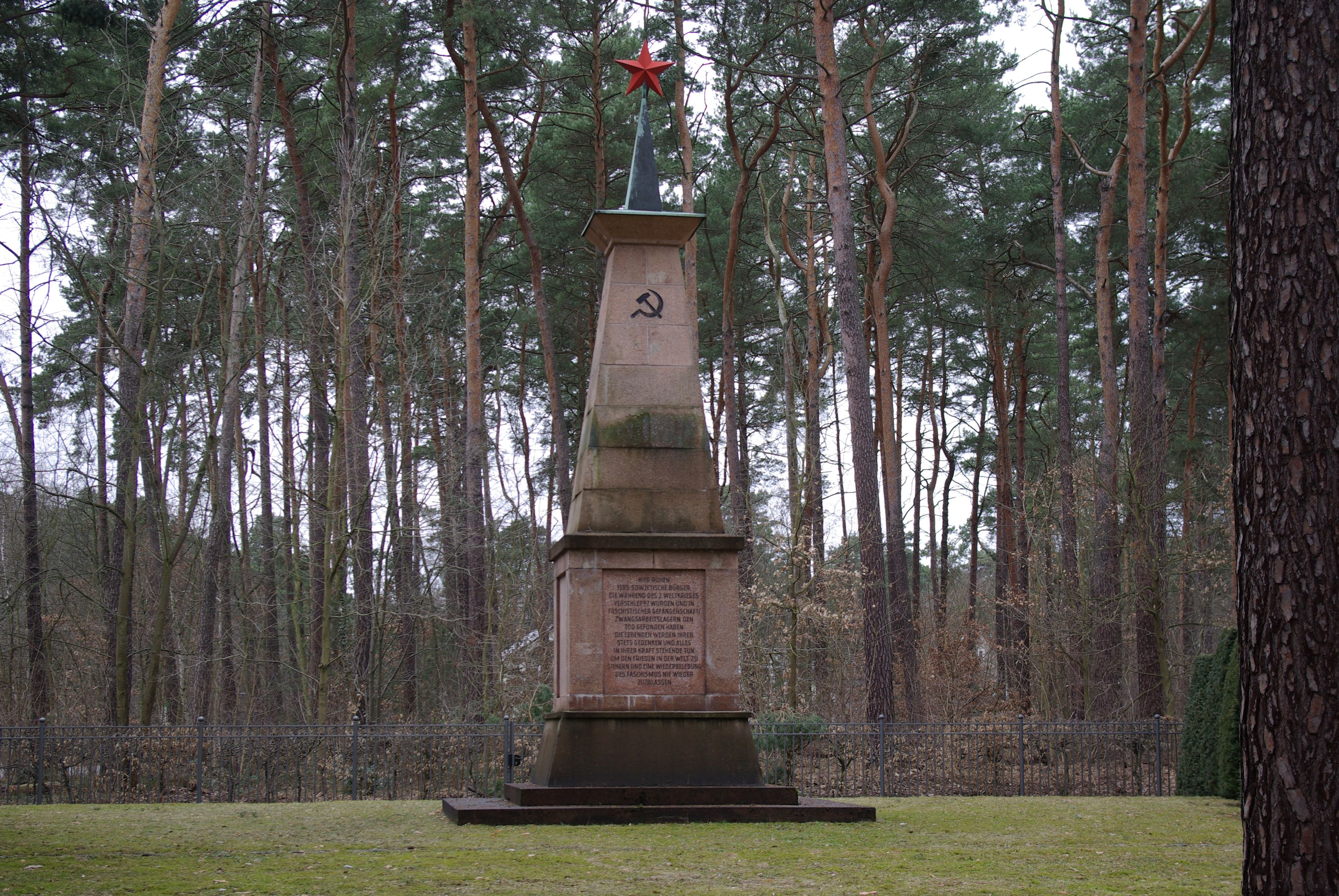
Sowjetischer Ehrenfriedhof

- Das markanteste Bauwerk von Güterfelde ist das Schloss, das 1804 fertiggestellt und später mehrfach erheblich verändert wurde.
- Die Dorfkirche ist eine Feldsteinkirche aus dem 13. Jahrhundert. Der zuvor eingezogene Chor wurde im Jahr 1867 von der Kirchengemeinde auf die Breite des Kirchenschiffs erneuert. Anfang des 21. Jahrhunderts wurde das Bauwerk saniert. Unmittelbar neben der Dorfkirche liegt der Dorffriedhof mit einem Denkmal für die Gefallenen des Ersten Weltkriegs aus Gütergotz.
- Südlich des Schlossparks gibt es einen kleinen Friedhof mit einer kleinen Kapelle, der vornehmlich für ehemalige Schlossbewohner genutzt wird.
- Auf dem Sowjetischen Ehrenfriedhof neben dem Wilmersdorfer Waldfriedhof Güterfelde[7] an der Potsdamer Straße befindet sich die Begräbnisstätte für Kriegsgefangene, Zwangsarbeiter und KZ-Häftlinge. Ein Obelisk erinnert an 1389 Sowjetbürger, 101 Polen, vier Jugoslawen, zwei Italiener und einen Tschechen. Auf dem 1913 angelegten Waldfriedhof mit Kapelle von Hans Altmann erinnert ein Denkmal an 383 Polen und 720 Deutsche, die als Häftlinge in den KZ Sachsenhausen bzw. Wewelsburg 1942 starben.

## Heilstätte und Gewerbe
Zu Beginn des 20. Jahrhunderts ließ der Berliner Magistrat das frühere Gutshaus der Familie Bleichröder in Gütergötz restaurieren und zu einer Lungenheilstätte umbauen, die 1903 eröffnet werden sollte.
Im alten Mühlengebäude von Güterfelde betrieben seit 1998 die Designer Thomas Adam und Stephan Ziege die 1990 in Berlin gegründete Porzellanmanufaktur Adam & Ziege. Die Manufaktur wurde 2015 geschlossen.

## Persönlichkeiten
- Heinrich Rendtorff (1814–1868), von 1855 bis 1861 Pfarrer in Güterfelde
- Franz Martin Leopold Rendtorff (1860–1937), geboren in Güterfelde
- Johannes Poesenecker (1897–1969), Grafiker, geboren in Güterfelde
- Günter Schubert (1938–2008), Schauspieler, wohnte bis 2007 im Ortsteil Kienwerder